# ألان بارنز (عازف جاز)
ألان بارنز (بالإنجليزية: Allan C. Barnes)‏ هو عازف جاز أمريكي، ولد في 27 سبتمبر 1949 في ديترويت في الولايات المتحدة، وتوفي في 26 يوليو 2016.

## وصلات خارجية
- ألان بارنز على موقع ميوزك برينز (الإنجليزية)
- ألان بارنز على موقع ديسكوغز (الإنجليزية)